# Kozienice (gmina)
Pour les articles homonymes, voir Kozienice (homonymie).
Kozienice est une gmina urbaine-rurale (gmina miejsko-wiejska) du powiat de Kozienice dans la Voïvodie de Mazovie, dans le centre-est de la Pologne.
Son siège administratif est la ville de Kozienice, qui se situe environ 81 kilomètres au sud-est de Varsovie (capitale de la Pologne).
La gmina couvre une superficie de 245,56 km2 pour une population de 30 270 habitants en 2006 avec une population pour la ville de Kozienice de 18 541 habitants et une population pour la partie rurale de 11 729 habitants .

## Histoire
De 1975 à 1998, la gmina est attachée administrativement à la voïvodie de Radom et avant 1975, elle appartenait à la voïvodie de Kielce.

Depuis 1999, elle fait partie de la voïvodie de Mazovie.

## Géographie
Outre la ville de Kozienice, la gmina inclut les villages et les localités de :
- Aleksandrówka
- Brzeźnica
- Budy
- Chinów
- Cudów
- Cztery Kopce
- Dąbrówki
- Holendry Kozienickie
- Holendry Kuźmińskie
- Janików
- Janików-Folwark
- Janów
- Katarzynów
- Kępa Bielańska
- Kępa Wólczyńska
- Kępeczki
- Kociołki
- Kuźmy
- Łaszówka
- Łuczynów
- Majdany
- Michałówka
- Nowa Wieś
- Nowiny
- Opatkowice
- Piotrkowice
- Przewóz
- Psary
- Ryczywół
- Ruda
- Samwodzie
- Selwanówka
- Śmietanki
- Stanisławice
- Staszów
- Świerże Górne
- Wilczkowice Górne
- Wójtostwo
- Wola Chodkowska
- Wólka Tyrzyńska
- Wólka Tyrzyńska B
- Wymysłów

### Gminy voisines
La gmina de Kozienice est voisine des gminy suivantes :
- Garbatka-Letnisko
- Głowaczów
- Maciejowice
- Magnuszew
- Pionki
- Sieciechów
- Stężyca

## Structure du terrain
D'après les données de 2002, la superficie de la commune de Kozienice est de 245,56 km2, répartis comme tel :
- terres agricoles : 46%
- forêts : 39%

La commune représente 26,78% de la superficie du powiat.

## Démographie
Données du 30 juin 2004 :
| description        | Total  | Total | Femmes | Femmes | Hommes | Hommes |
| ------------------ | ------ | ----- | ------ | ------ | ------ | ------ |
| Unité              | Nombre | %     | Nombre | %      | Nombre | %      |
| population         | 30 507 | 100   | 15 576 | 51,1   | 14 931 | 51,1   |
| Densité (hab./km²) | 124,2  | 124,2 | 63,4   | 63,4   | 60,8   | 60,8   |